# آرینا رودیونوا
 آرینا رودیونوا (انگلیسی: Arina Rodionova؛ زادهٔ ۱۵ دسامبر ۱۹۸۹) یک تنیس‌باز اهل استرالیا است.